# Mistrzostwa Polski w rugby 7 (2018)
XXIV Mistrzostwa Polski Seniorów w Rugby 7 odbyły się 23 czerwca 2018 roku w Poznaniu w formie turnieju finałowego poprzedzonego pięcioma turniejami rozgrywanymi od września 2017 roku pełniącymi rolę eliminacji.
Tak jak w poprzedniej edycji walka o tytuł mistrza Polski miała zostać rozegrana dwuetapowym systemem – w pierwszej fazie zaplanowano sześć turniejów eliminacyjnych (trzy w roku 2017 i kolejne trzy wiosną 2018 roku), a czołowe drużyny awansowały do turnieju finałowego. W pierwszym turnieju eliminacyjnym zespoły były rozstawiane na podstawie wyników osiągniętych w poprzednim sezonie, w kolejnych zaś według miejsc zajętych w poprzedzających zawodach. Turniej w Sochaczewie, zaplanowany jako szósty, po jego przeniesieniu na inny termin, został pozbawiony oficjalnego statusu, a w związku z niemożnością jego zastąpienia liczba turniejów eliminacyjnych została zmniejszona do pięciu, co wymusiło zmiany w regulaminie rozgrywek.
W turniejach eliminacyjnych triumfowały jedynie drużyny Posnanii oraz Lechii. Turniej finałowy został przeprowadzony 23 czerwca 2018 na stadionie Posnanii w Poznaniu i zgodnie z regulaminem miało wziąć w nim udział dziewięć zespołów, Zarząd PZR pozwolił jednak na udział (poza konkursem) klubu ze Szczecina. Tytuł mistrzowski po roku przerwy odzyskała Lechia Gdańsk, a najlepszym zawodnikiem turnieju został uznany Bartosz Kubalewski.

## Eliminacje

### Turnieje eliminacyjne
| I Turniej: Poznań, 3 września 2017 1. Posnania – 25 2. Lechia Gdańsk – 23 3. Tytan Gniezno – 22 4. AZS-AWFiS Gdańsk – 21 5. Juvenia Kraków – 20 6. Orkan Sochaczew – 19 7. Obeliks Bełchatów – 18 8. WSR Werewolves – 17 9. Rugby Team Olsztyn – 16 10. Szarża Grudziądz – 15 IV Turniej: Olsztynek, 1 maja 2018 1. Posnania – 25 2. Lechia Gdańsk – 23 3. Tytan Gniezno – 22 4. Orkan Sochaczew – 21 5. Juvenia Kraków – 20 6. AZS-AWFiS Gdańsk – 19 7. Kaskada Szczecin – 18 8. Obeliks Bełchatów – 17 9. WSR Werewolves – 16 10. Rugby Team Olsztyn – 15 | II Turniej: Łódź, 09 września 2017 1. Lechia Gdańsk – 25 2. Juvenia Kraków – 23 3. Posnania – 22 4. Tytan Gniezno – 21 5. AZS-AWFiS Gdańsk – 20 6. Budowlani SA Łódź – 19 7. KS Budowlani Łódź – 18 8. Orkan Sochaczew – 17 9. Obeliks Bełchatów – 16 10. WSR Werewolves – 15 11. Szarża Grudziądz – 14 12. Rugby Team Olsztyn – 13 V Turniej: Szczecin, 13 maja 2018 1. Lechia Gdańsk – 25 2. Posnania – 23 3. Orkan Sochaczew – 22 4. Tytan Gniezno – 21 5. Juvenia Kraków – 20 6. Kaskada Szczecin – 19 7. AZS-AWFiS Gdańsk – 18 8. WSR Werewolves – 17 9. Obeliks Bełchatów – 16 10. Rugby Team Olsztyn – 15 | III Turniej: Unisław, 29 października 2017 1. Posnania – 25 2. Lechia Gdańsk – 23 3. Tytan Gniezno – 22 4. Orkan Sochaczew – 21 5. AZS-AWFiS Gdańsk – 20 6. Juvenia Kraków – 19 7. Kaskada Szczecin – 18 8. Obeliks Bełchatów – 17 9. Rugby Team Olsztyn – 16 10. WSR Werewolves – 15 11. Szarża Grudziądz – 14 |

### Klasyfikacja MPS 7 po V turniejach
1. Posnania – 120/5
2. Lechia Gdańsk – 119/5
3. Tytan Gniezno – 108/5
4. Juvenia Kraków – 102/5
5. Orkan Sochaczew – 100/5
6. AZS-AWFiS Gdańsk – 98/5
7. Obeliks Bełchatów – 83/5
8. WSR Werewolves – 80/5
9. Rugby Team Olsztyn – 76/5
10. Kaskada Szczecin – 55/3
11. Szarża Grudziądz – 43/3
12. Budowlani SA Łódź – 19/1
13. KS Budowlani Łódź – 18/1

## Faza grupowa

### Grupa A
| 23 czerwca 201811:00 | Orkan Sochaczew | 7:7 | Juvenia Kraków | Stadion Posnanii, Poznań |
| 23 czerwca 201811:00 |                 | 7:7 |                | Stadion Posnanii, Poznań |

| 23 czerwca 201811:40 | Posnania | 31:0 | Juvenia Kraków | Stadion Posnanii, Poznań |
| 23 czerwca 201811:40 |          | 31:0 |                | Stadion Posnanii, Poznań |

| 23 czerwca 201812:20 | Posnania | 14:10 | Orkan Sochaczew | Stadion Posnanii, Poznań |
| 23 czerwca 201812:20 |          | 14:10 |                 | Stadion Posnanii, Poznań |

### Grupa B
| 23 czerwca 201811:20 | Tytan Gniezno | 36:7 | AZS-AWFiS Gdańsk | Stadion Posnanii, Poznań |
| 23 czerwca 201811:20 |               | 36:7 |                  | Stadion Posnanii, Poznań |

| 23 czerwca 201812:00 | Lechia Gdańsk | 48:0 | AZS-AWFiS Gdańsk | Stadion Posnanii, Poznań |
| 23 czerwca 201812:00 |               | 48:0 |                  | Stadion Posnanii, Poznań |

| 23 czerwca 201812:40 | Lechia Gdańsk | 38:19 | Tytan Gniezno | Stadion Posnanii, Poznań |
| 23 czerwca 201812:40 |               | 38:19 |               | Stadion Posnanii, Poznań |

### Grupa C
| 23 czerwca 201811:00 | Obeliks Bełchatów | 7:14 | Kaskada Szczecin | Stadion Posnanii, Poznań |
| 23 czerwca 201811:00 |                   | 7:14 |                  | Stadion Posnanii, Poznań |

| 23 czerwca 201811:20 | WSR Werewolves | 17:10 | Rugby Team Olsztyn | Stadion Posnanii, Poznań |
| 23 czerwca 201811:20 |                | 17:10 |                    | Stadion Posnanii, Poznań |

| 23 czerwca 201811:50 | Kaskada Szczecin | 33:0 | Rugby Team Olsztyn | Stadion Posnanii, Poznań |
| 23 czerwca 201811:50 |                  | 33:0 |                    | Stadion Posnanii, Poznań |

| 23 czerwca 201812:10 | Obeliks Bełchatów | 26:0 | WSR Werewolves | Stadion Posnanii, Poznań |
| 23 czerwca 201812:10 |                   | 26:0 |                | Stadion Posnanii, Poznań |

| 23 czerwca 201812:30 | WSR Werewolves | 7:39 | Kaskada Szczecin | Stadion Posnanii, Poznań |
| 23 czerwca 201812:30 |                | 7:39 |                  | Stadion Posnanii, Poznań |

| 23 czerwca 201812:50 | Rugby Team Olsztyn | 12:26 | Obeliks Bełchatów | Stadion Posnanii, Poznań |
| 23 czerwca 201812:50 |                    | 12:26 |                   | Stadion Posnanii, Poznań |

## Faza pucharowa

### Mecze o miejsca 1–4
|  |                 |                 |           |                   |    |               |               |       |
|  | Półfinały       | Półfinały       | Półfinały |                   |    | Finał         | Finał         | Finał |
|  | Półfinały       | Półfinały       | Półfinały |                   |    | Finał         | Finał         | Finał |
|  | 23 czerwca 2018 |                 |           |                   |    |               |               |       |
|  |                 |                 |           |                   |    |               |               |       |
|  | Orkan Sochaczew | Orkan Sochaczew | 5         |                   |    |               |               |       |
|  | Orkan Sochaczew | Orkan Sochaczew | 5         | 23 czerwca 2018   |    |               |               |       |
|  | Lechia Gdańsk   | Lechia Gdańsk   | 40        |                   |    |               |               |       |
|  | Lechia Gdańsk   | Lechia Gdańsk   | 40        |                   |    | Lechia Gdańsk | Lechia Gdańsk | 29    |
|  | 23 czerwca 2018 |                 |           |                   |    | Lechia Gdańsk | Lechia Gdańsk | 29    |
|  |                 |                 | Posnania  | Posnania          | 21 |               |               |       |
|  | Posnania        | Posnania        | Posnania  | Posnania          | 21 | 36            |               |       |
|  | Posnania        | Posnania        |           |                   |    |               |               |       |
|  | Tytan Gniezno   | Tytan Gniezno   | 0         |                   |    |               |               |       |
|  | Tytan Gniezno   | Tytan Gniezno   | 0         | Mecz o 3. miejsce |    |               |               |       |
|  |                 |                 |           |                   |    |               |               |       |
|  | 23 czerwca 2018 |                 |           |                   |    |               |               |       |
|  |                 |                 |           |                   |    |               |               |       |
|  | Orkan Sochaczew | Orkan Sochaczew | 48        |                   |    |               |               |       |
|  | Orkan Sochaczew | Orkan Sochaczew | 48        |                   |    |               |               |       |
|  | Tytan Gniezno   | Tytan Gniezno   | 0         |                   |    |               |               |       |
|  | Tytan Gniezno   | Tytan Gniezno   | 0         |                   |    |               |               |       |

| 23 czerwca 201813:00 | Orkan Sochaczew | 5:40 | Lechia Gdańsk | Stadion Posnanii, Poznań |
| 23 czerwca 201813:00 |                 | 5:40 |               | Stadion Posnanii, Poznań |

| 23 czerwca 201813:20 | Posnania | 36:0 | Tytan Gniezno | Stadion Posnanii, Poznań |
| 23 czerwca 201813:20 |          | 36:0 |               | Stadion Posnanii, Poznań |

| 23 czerwca 201814:20 | Lechia Gdańsk | 29:21 | Posnania | Stadion Posnanii, Poznań |
| 23 czerwca 201814:20 |               | 29:21 |          | Stadion Posnanii, Poznań |

| 23 czerwca 201814:00 | Orkan Sochaczew | 48:0 | Tytan Gniezno | Stadion Posnanii, Poznań |
| 23 czerwca 201814:00 |                 | 48:0 |               | Stadion Posnanii, Poznań |

### Mecz o miejsca 5–6
| 23 czerwca 201813:40 | Juvenia Kraków | 33:7 | AZS-AWFiS Gdańsk | Stadion Posnanii, Poznań |
| 23 czerwca 201813:40 |                | 33:7 |                  | Stadion Posnanii, Poznań |

### Mecz o miejsca 7–8
| 23 czerwca 201813:40 | Obeliks Bełchatów | 38:5 | WSR Werewolves | Stadion Posnanii, Poznań |
| 23 czerwca 201813:40 |                   | 38:5 |                | Stadion Posnanii, Poznań |

### Mecz o miejsca 9–10
| 23 czerwca 201813:20 | Rugby Team Olsztyn | 7:33 | Kaskada Szczecin | Stadion Posnanii, Poznań |
| 23 czerwca 201813:20 |                    | 7:33 |                  | Stadion Posnanii, Poznań |

## Klasyfikacja końcowa
| Miejsce | Reprezentacja      |
| ------- | ------------------ |
| 1       | Lechia Gdańsk      |
| 2       | Posnania           |
| 3       | Orkan Sochaczew    |
| 4       | Tytan Gniezno      |
| 5       | Juvenia Kraków     |
| 6       | AZS-AWFiS Gdańsk   |
| 7       | Obeliks Bełchatów  |
| 8       | WSR Werewolves     |
| 9       | Rugby Team Olsztyn |